# Château de Fürsteneck
Pour les articles homonymes, voir Furst.
Le château de Fürsteneck est situé près de Fulda dans la municipalité de Eiterfeld en Allemagne.

## Histoire
Le Château de Fürsteneck a été fondé vers 1250. On le mentionne pour la première fois en l'année 1309. Le château a appartenu au monastère de Fulda. Depuis 1802, le propriétaire du château est l'État allemand de Hesse. Le château de Fürsteneck est préservé et demeure complètement en bon état.

## L'académie Burg Fürsteneck
Depuis 1952 le château est en service en tant qu'académie pour l'éducation professionnelle et culturelle. La reconstruction pour servir d'académie est due au célèbre architecte allemand Otto Bartning. Chaque année environ 3 500 personnes visitent Burg Fürsteneck en participant à un des 200 cours et y passant 14 000 nuitées.

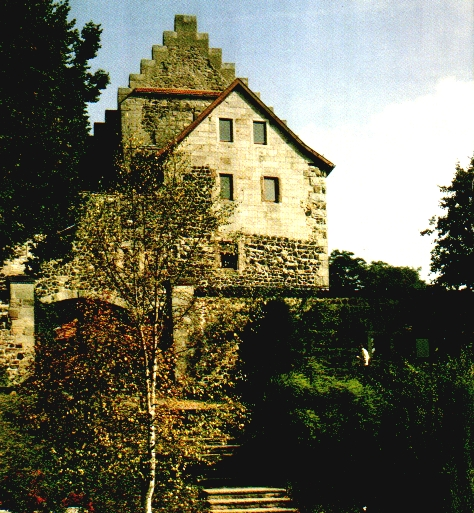
Burg Fürsteneck, avis du sud
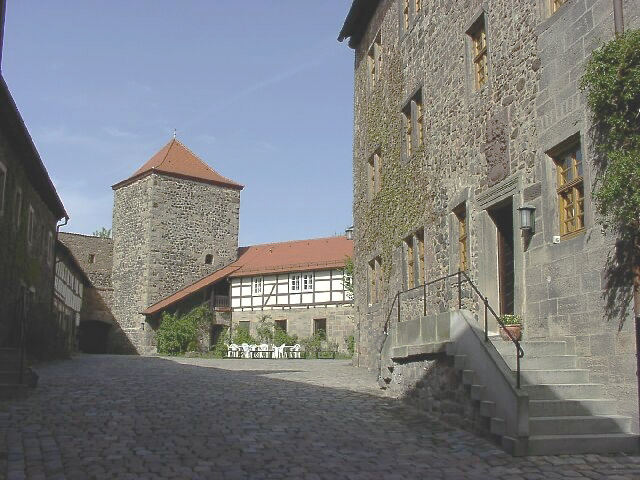
Burg Fürsteneck, vue dans la cour intérieure

## Littérature
- August Straub: Burgen und Schlösser im Hessenland. , Melsungen
- August Weber: Die Geschichte des Kreises Hünfeld. Fulda 1960
- Rudolf Christl et al.: 1150-Jahre Dorf und Markt Eiterfeld. Amt und Gericht Fürsteneck. 845 – 1995. Eiterfeld 1995